# Lo Garn
Lo Garn (en francès Le Garn) és un municipi francès situat al departament del Gard i a la regió d'Occitània.